# Renaat Demoen
Renaat Demoen dit René Demoen, né le 11 juin 1914 à Emelgem (province de Flandre-Occidentale) et mort le 22 mai 1986, est un illustrateur et auteur de bande dessinée belge néerlandophone.

## Biographie
Renaat Demoen naît le 11 juin 1914 à Emelgem,,.
Il commence sa carrière dans une usine de chaussures, puis comme imprimeur à Izegem. Bien qu'il n'ait aucune formation artistique, il décide de devenir illustrateur. En 1942, il rencontre Nonkel Fons, directeur des Éditions Averbode (De Goede Pers - Altoria), la branche éditoriale de l'abbaye d'Averbode. Ensemble, ils réalisent plusieurs bandes dessinées, dont le coloré Auto-stop. À la mort de son père, il vient vivre dans l'abbaye même. Après son mariage, il s'installe dans le village d'Averbode.
Fin 1944, il crée sa première bande dessinée pour Zonneland et son homologue francophone Petits Belges : Les Aventures de Jack Persson, suivi l'année suivante de Spits, de durver [« Muss, détective »] sur un scénario de Roger Guissolles et publiée tardivement par Het Vlaams Stripcentrum en 2023. Il succède à Jan Waterschoot sur la série Johnny de Weesjongen [« Johnny l'orphelin »] en 1947. Il en fera un grand succès populaire sous le titre général de Johnny et Annie. Trois albums sont publiés aux éditions Averbode de 1948 à 1950.
Avec son ami le romancier John Flanders, il réalise De Zwarte Veroveraar [« Le Conquérant noir »], une biographie en bande dessinée du père Pierre-Jean De Smet en 1947.
Entre 1945 et 1959, il dessine quinze histoires de bandes dessinées pour Zonneland, qui se distinguent par leur style expérimental et une nette influence d'Hergé.
Au cours des années 1950 et 1960, il réalise également des dessins humoristiques pour les calendriers de Druivelaar. Il illustre également plusieurs romans de Jean Ray,. Après 1959, il se consacre uniquement aux illustrations, ce qu'il fera jusqu'en 1969. Le 30 juin 1976, il prend sa pension anticipée après 35 ans de service.
Il meurt le 22 mai 1986, à l'âge de 72 ans,.
Ses archives sont conservées au KADOC (nl) un centre de recherches et de documentation pour la religion et la culture de Louvain.

## Œuvres
Liste des publications en français

### Albums de bande dessinée

#### Johnny l'orphelin
- 1. Le Mystère de Hurlevent[10], Éditions Averbode, Averbode, 1948
Scénario : Daniël De Kesel - Dessin : Renaat Demoen - Couleurs : quadrichromie
- 2. La Marmite du dragon[11], Averbode, Averbode, 1949
Scénario : Daniël De Kesel - Dessin : Renaat Demoen - Couleurs : quadrichromie
- 3. Le Bâton du féticheur[12], Averbode, Averbode, 1950
Scénario : Daniël De Kesel - Dessin : Renaat Demoen - Couleurs : quadrichromie

### Illustrations
- John Flanders et René Demoen (ill.), La Bataille d'Angleterre – Trois jeunes gens dans la tourmente, Averbode, La Bonne Presse, s.d. (1947), 148 p. (OCLC 1400332800, présentation en ligne)
- John Flanders et René Demoen (ill.), Un roman de la mer, Averbode, Altiora, s.d. (1959) (présentation en ligne)
- Jean Ray et René Demoen (ill.), Hirro, l'enfant de la jungle, Averbode, Altiora, s.d. (1959), 32 p. (OCLC 1400628118, présentation en ligne)
- Jean Ray et René Demoen (ill.), Les Prisonniers de Morstanhill, Averbode, Altiora, s.d. (1959) (présentation en ligne)

#### Livres
: document utilisé comme source pour la rédaction de cet article.
- Jean Van Hamme, Introduction à la bande dessinée belge, Bruxelles, Bibliothèque royale de Belgique, 1968, 80 p., ill. ; 26 cm (lire en ligne), p. 14. [catalogue] publié à l'occasion de l'exposition La bande dessinée en Belgique, Bibliothèque Albert Ier, [Bruxelles], du 29 juin au 25 août 1968.
- Danny De Laet et Yves Varende, Au-delà du septième art : histoire de la bande dessinée belge, Bruxelles, Ministère des affaires étrangères, du commerce extérieur et de la coopération au développement, coll. « Chroniques belges » (no 322), 1979, 302 p., ill. ; 22 cm (OCLC 301693218, lire en ligne). .
- (nl) « Demoen, Renaat », dans Striptekenaars in Vlaanderen, Anvers, Vlaamse Onafhankelijke Stripgilde, 1982, 132 p., ill. (ISBN 90-70481-15-4, OCLC 902354153, présentation en ligne), p. 74-79, 205-213.
- (nl) Jozef Peeters, De christelijke strip in Vlaanderen of : een andere kijk op de geschiedenis van het beeldverhaal in Vlaanderen [« La Bande dessinée en Flandre ou un autre regard sur l'histoire de la bande dessinée en Flandre »], Kessel-Lo, Lobergen, 2011, 59 p., ill. (OCLC 1346748468).
- Philippe Mellot, Michel Denni, Laurent Turpin et Isabelle Morzadec, Trésors de la bande dessinée : BDM 2023-2024 - Catalogue encyclopédique et Argus, Paris, Les Arènes, novembre 2022, 23e éd., 1677 p., ill. ; 23 cm (ISBN 9791037507280, OCLC 1351462460, présentation en ligne), p. 681. .

#### Périodiques
- « Jean Ray et ses dessinateurs », Le Collectionneur de bandes dessinées, Éditions de l'Amateur, no 95,‎ décembre 2001.